# Стахановская (станция метро)
«Стаха́новская» — станция Московского метрополитена на Некрасовской линии. Расположена в Рязанском районе (ЮВАО), названа по одноимённой улице. Открытие состоялось 27 марта 2020 года в составе участка «Лефортово» — «Косино». Колонная двухпролётная станция мелкого заложения с двумя береговыми платформами.

## Название
Одноимённая улица, в 600 метрах от которой находится станция метро, названа по имени шахтёра-передовика Алексея Стаханова, зачинателя так называемого стахановского движения в СССР.

## Перенос сроков
Запланированная к строительству в 2010 году, станция была в конце 2011 года отменена. Позже, в середине 2013 года, при новой трассировке Некрасовской линии как объекта мелкого заложения, станция опять появилась в проекте. Стройплощадка «Стахановской» огорожена забором с июня 2014 года, однако строительные работы начаты не были. О начале строительства станции было объявлено только 23 сентября 2015 года.

## Строительство
Строительством управляет инжиниринговый холдинг «Мосинжпроект» — оператор программы развития московского метро.
- Октябрь 2013 года. К строящейся станции метро проложены новые питающие кабельные линии[4].
- 23 сентября 2015 года. Началось строительство станции.
- 17 июля 2019 года. Москомархитектура утвердила проект станции[5].
- 19 декабря 2019 года — пройдена проверка станции и прилегающих тоннелей на габарит[6].
- 2 января 2020 года — технический пуск участка от станции «Косино» до станции «Лефортово»[7].
- 27 марта 2020 года — открыта для пассажиров.

## Расположение и вестибюли
Станция расположена на пересечении Рязанского проспекта и 2-го Грайвороновского проезда между станциями «Нижегородская» и «Окская». Станция имеет один вестибюль.

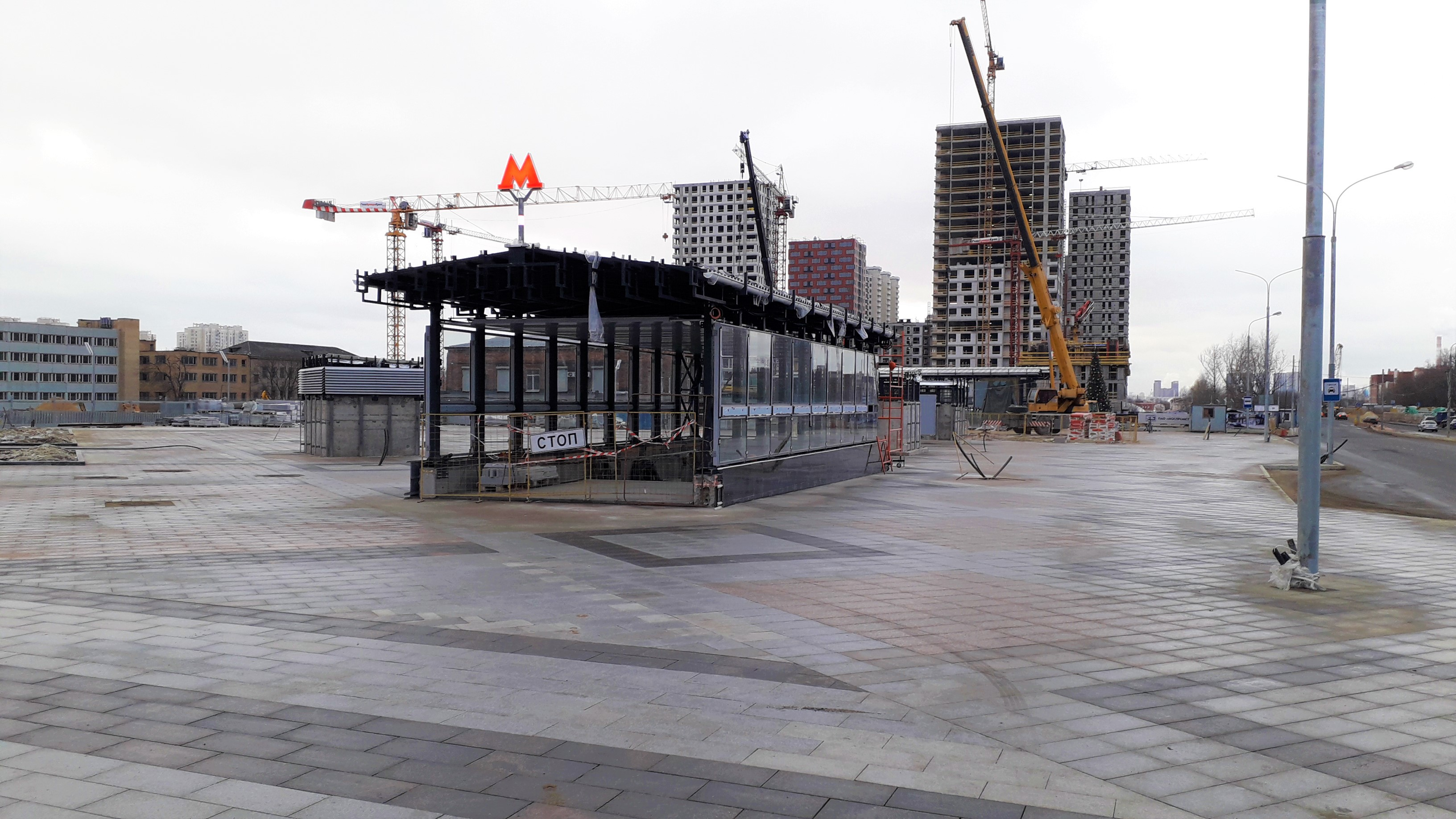
Наземный вестибюль в процессе отделки

## Наземный общественный транспорт
На этой станции можно пересесть на следующие маршруты городского пассажирского транспорта:
- Автобусы: м7, 51, 334, 725, 766, 805

## Архитектура и оформление
Колонная двухпролётная станция мелкого заложения с двумя береговыми платформами. Оснащена четырьмя эскалаторами, тремя лифтами и подъёмником для маломобильных граждан.
Оформление выполнено в духе русского авангарда 20-х — 30-х годов XX века, что по задумке проектировщиков должно напоминать о «трудовых подвигах советских людей, собирательным образом которых с 1930-х годов стало „стахановское движение“». Основные цвета в отделке станции — красный, серый и чёрный. Стены облицованы керамогранитом, серыми перламутровыми панелями, а также металлокерамическими панелями, украшенными принтами. Пол станции покрыт серым гранитом и габбро, под потолком размещены световые балки, покрытые молочным стеклом. Колонны из гранита вдоль путевых стен сделаны похожими на станки советских рабочих, белые плафоны-трубки на потолках напоминают перекрытия заводских помещений.
Здание вестибюля имеет прямоугольную форму с плоской кровлей. Фасады выполнены стеклянными с отделкой серого и красного цветов.

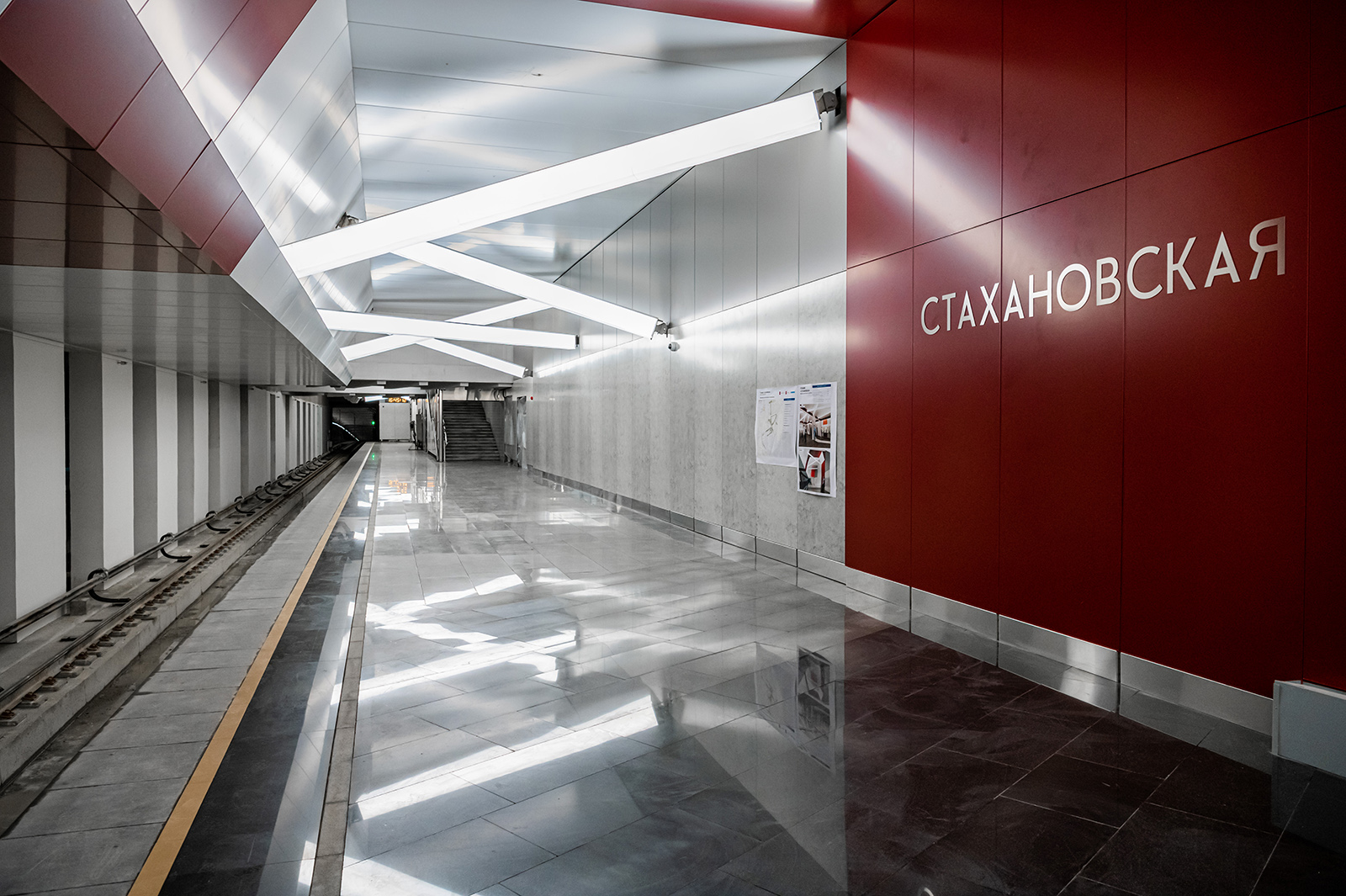
Станция в январе 2020 года
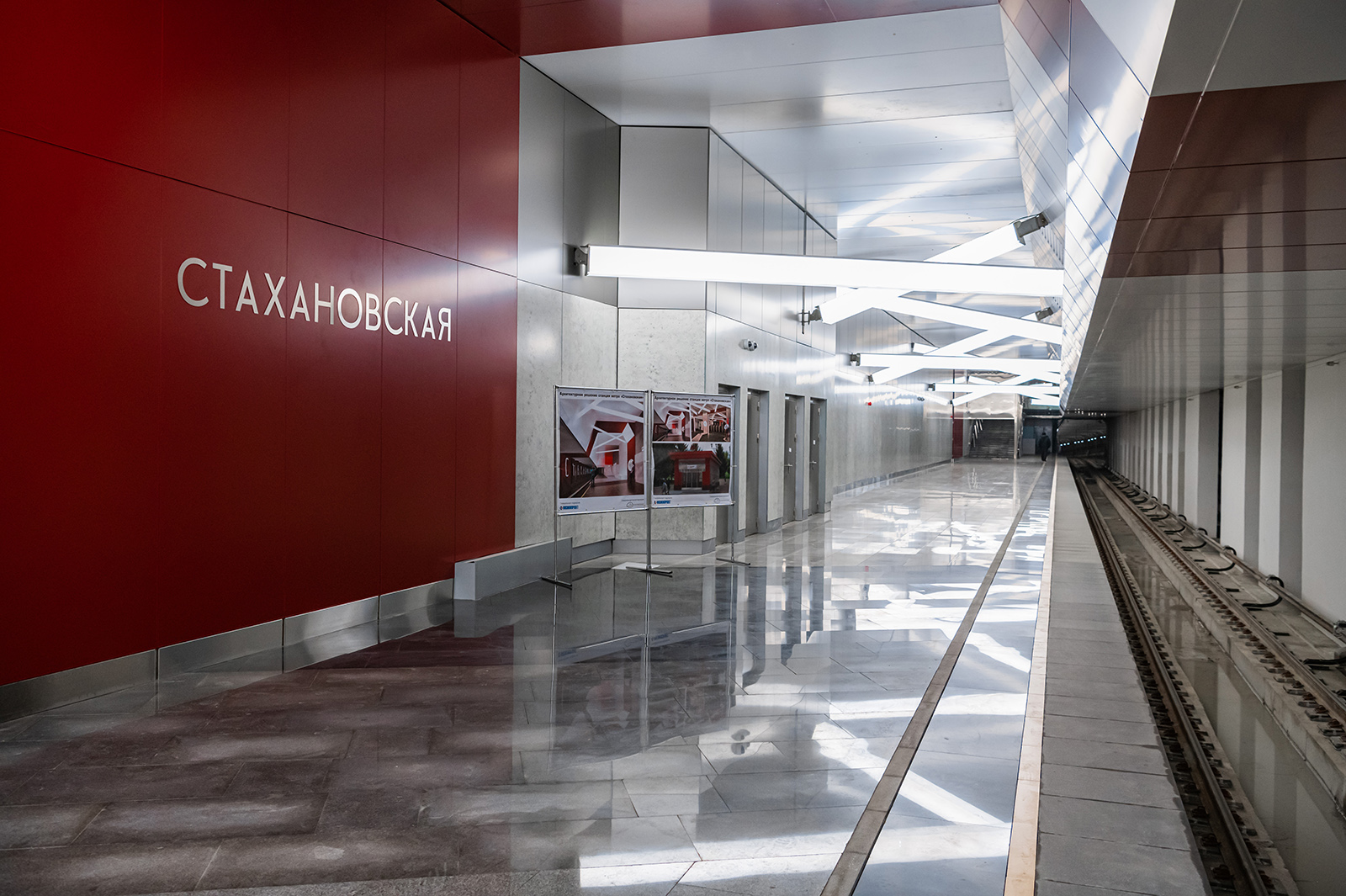
Станция в январе 2020 года
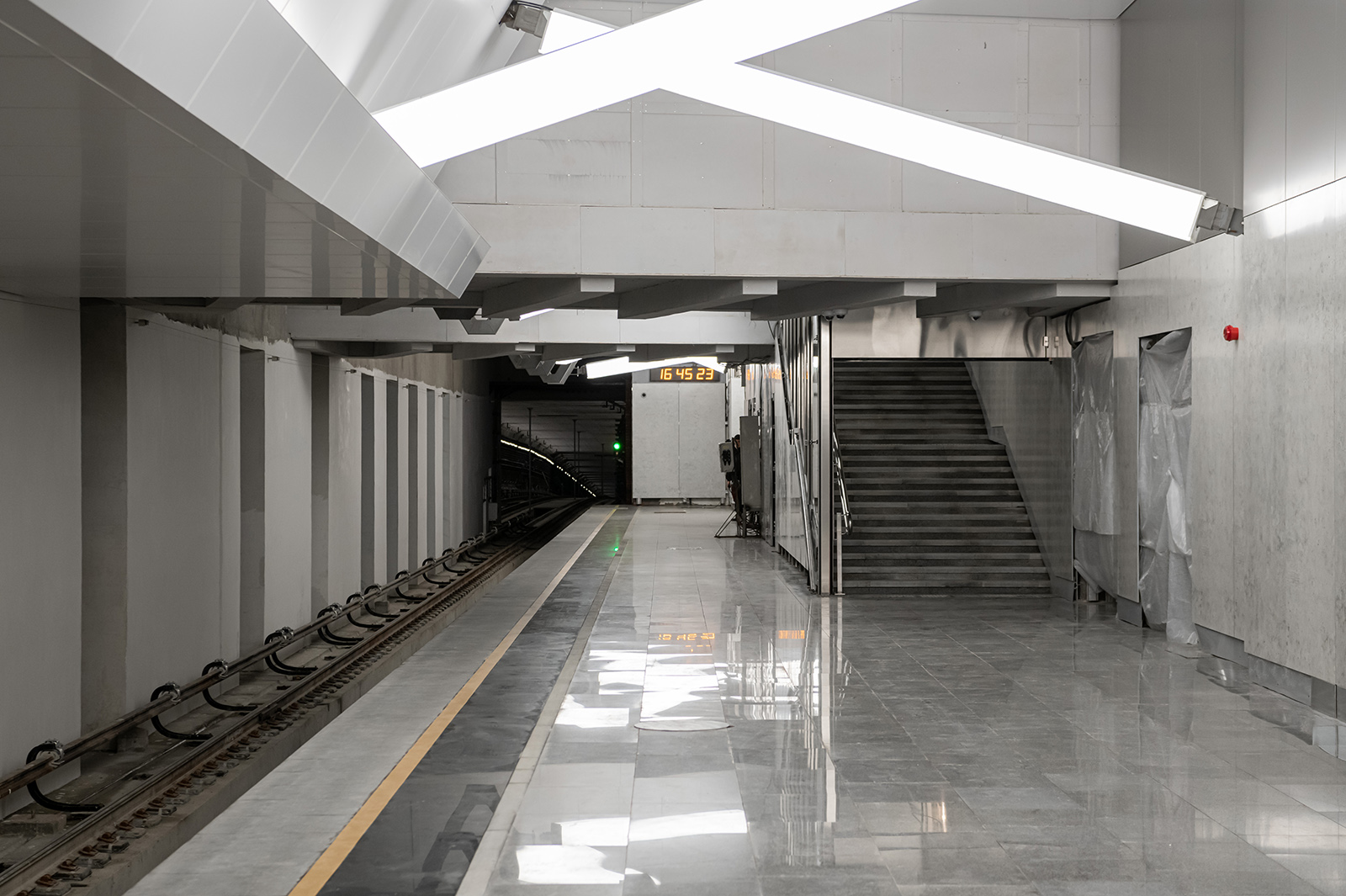
Платформа и лестница
Общий вид платформы
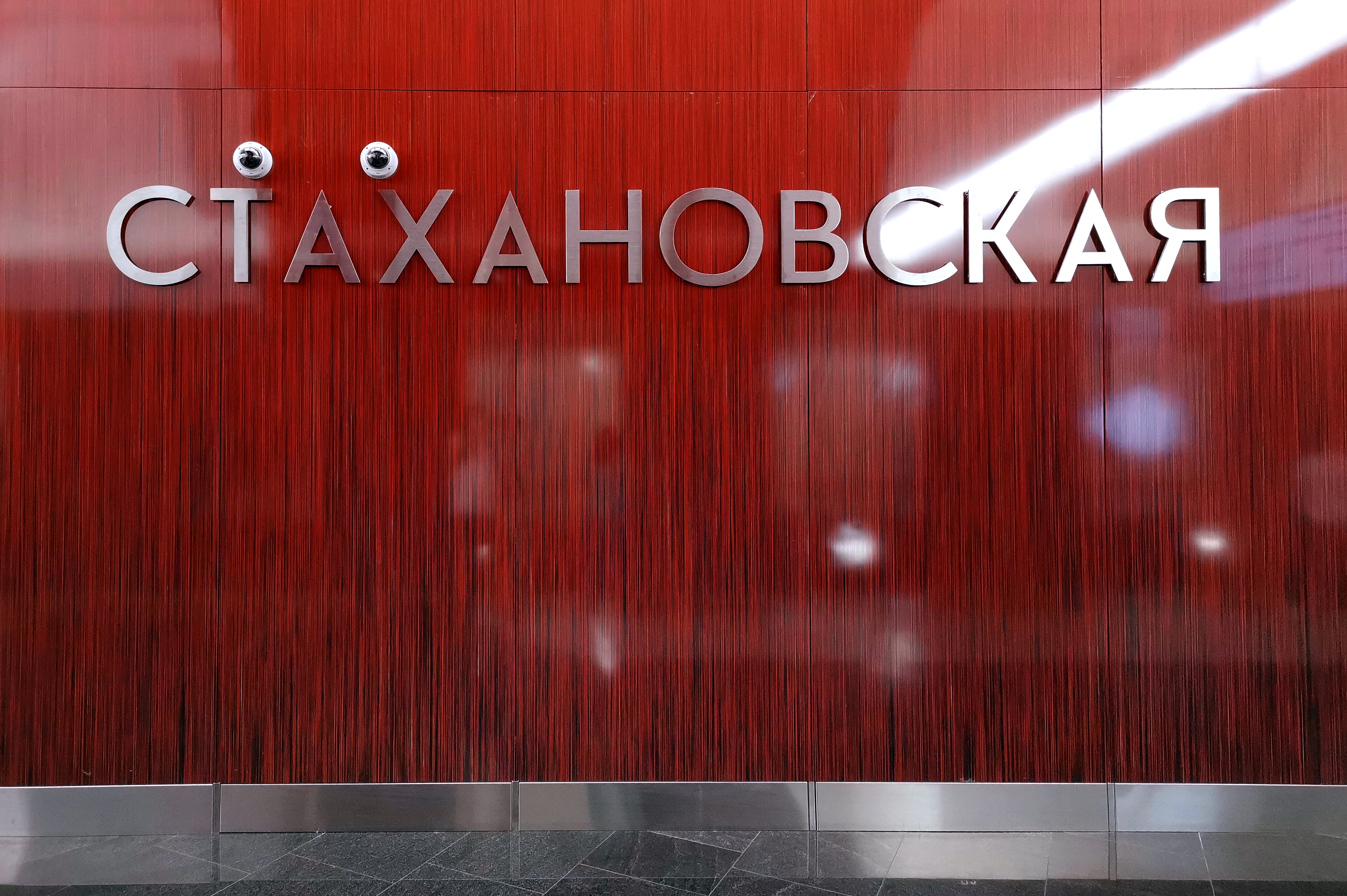
Название станции
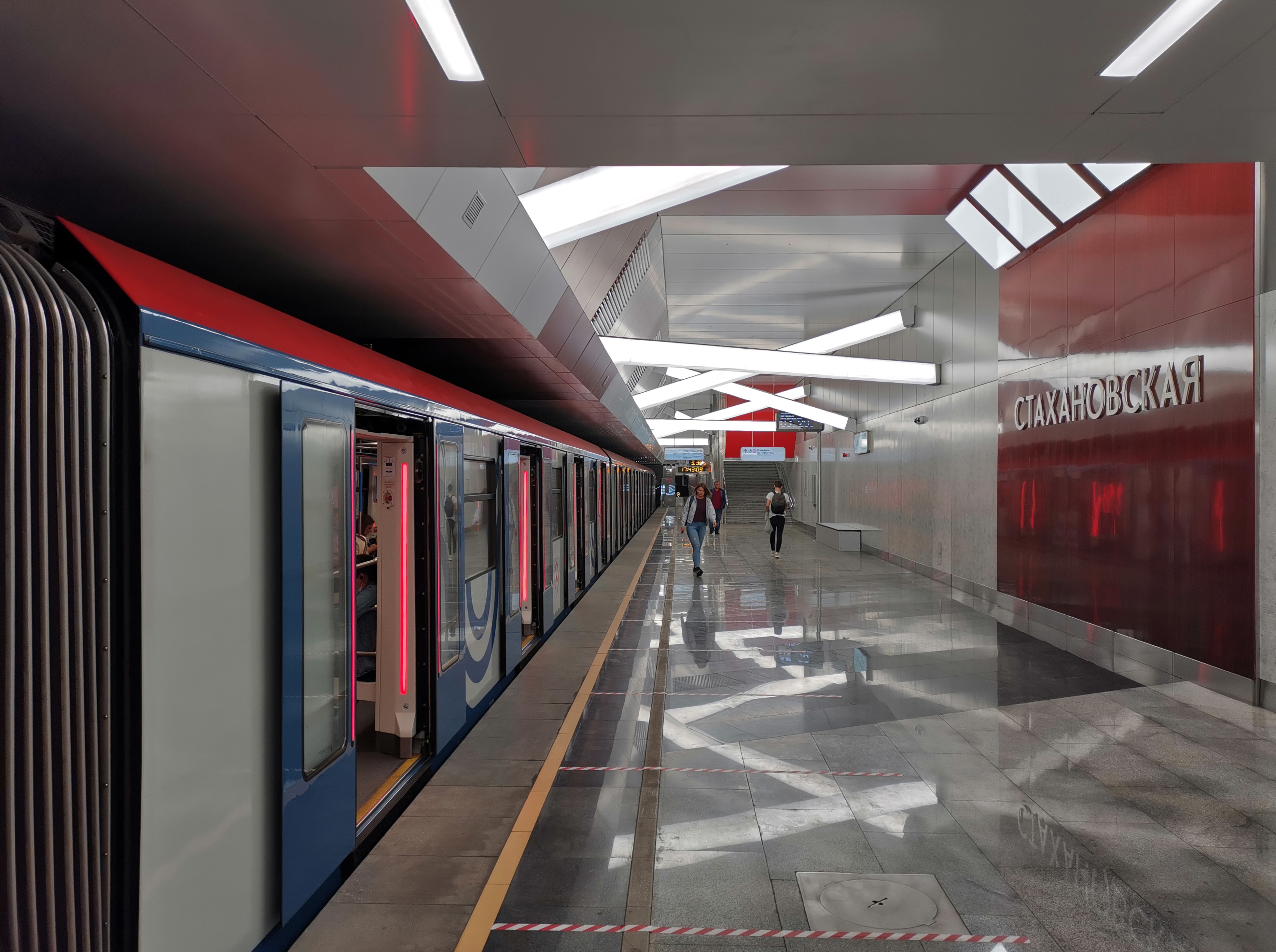
Электропоезд 81-765/766/767 «Москва» на станции
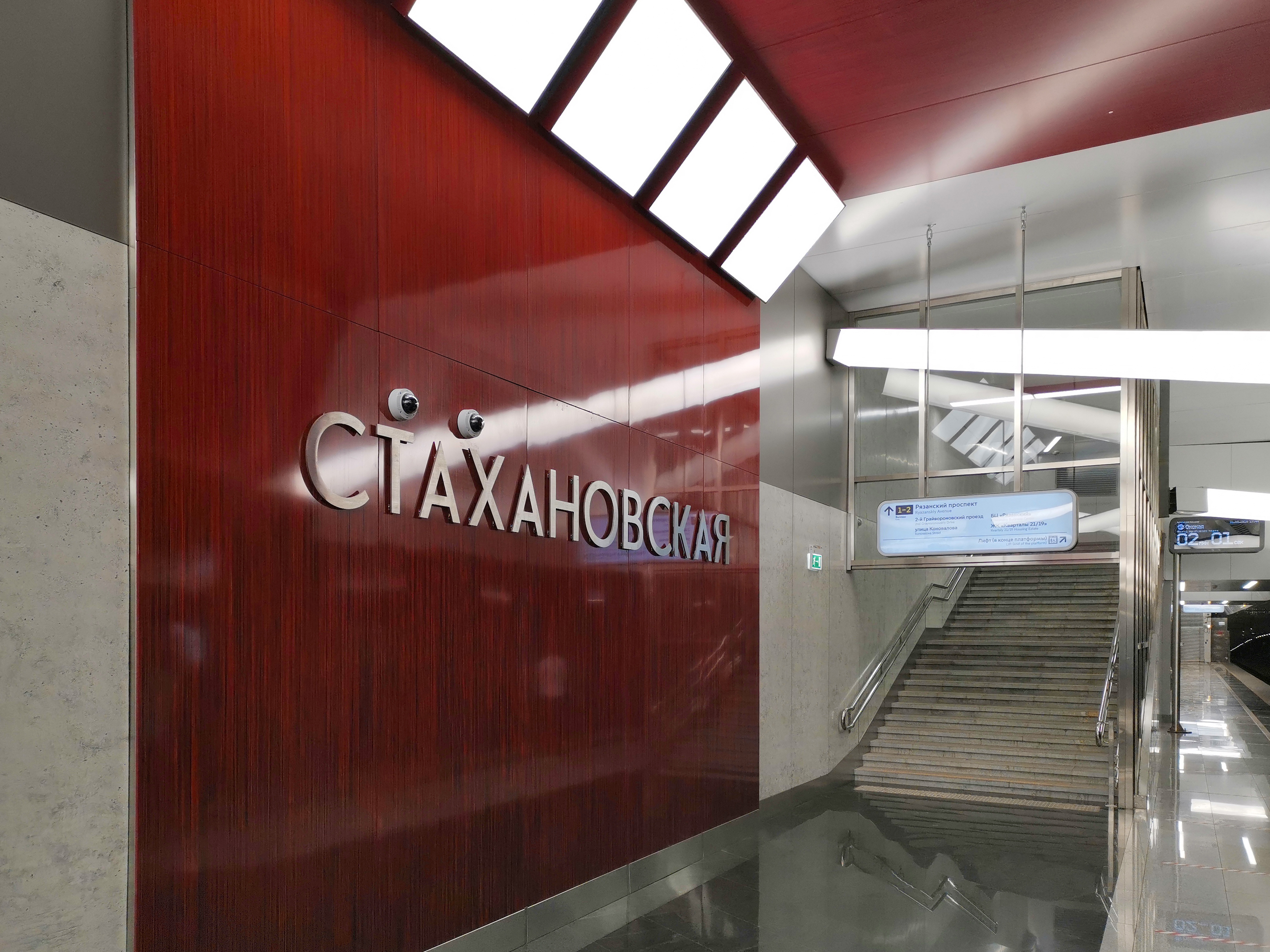
Выход со станции